# Club Deportivo Brea
El Club Deportivo Brea es un club de fútbol español de la localidad zaragozana de Brea de Aragón. Fue fundado en 1971 y actualmente compite en la Regional Preferente de Aragón (Grupo II).

## Historia
El club se fundó a principios de los años 70 y desde entonces fue creciendo como entidad, progresando en las categorías regionales aragonesas. En los últimos años se convirtió en uno de los equipos fuertes del grupo aragonés de la Tercera División de España.
En la temporada 2019-20, con Raúl Jardiel en el banquillo breano, llegaría a la final de la promoción de ascenso a Segunda División B, en la cual caería derrotado por la Sociedad Deportiva Tarazona, quedando a las puertas de la categoría. No obstante, se aseguraría la continuidad del grueso de la plantilla y su cuerpo técnico para la temporada siguiente.
El 9 de mayo de 2021, se lograría un histórico ascenso a la nueva Segunda División RFEF, tras derrotar en la última jornada de la segunda fase del campeonato, por un gol a cero, al filial de la Sociedad Deportiva Huesca, al que arrebataría su plaza, en el campo municipal de Piedrabuena de Brea.
Para la temporada 2021-22 en Segunda RFEF, será el municipio más pequeño en tener un equipo del total de los noventa equipos que conforman la categoría, siendo este hecho utilizado en su campaña de abonados con el lema Los grandes partidos se juegan en pueblos pequeños, como signos de autenticidad de este fútbol real y más cercano a la afición.

## Filialidades
Dentro de su estructura de fútbol base tiene incorporada la cantera del Club Deportivo Oliver de la ciudad de Zaragoza, desde el 9 de julio de 2023, cuyo equipo senior compite actualmente en Primera Regional de Aragón.
Anteriormente, entre 2021 y 2023 fue la Escuela de Fútbol Huesca, de la cual su equipo senior es el Internacional Huesca, que competiría en la Regional Preferente de Aragón. Y entre 2018 y 2020 el Balsas Picarral, equipo del barrio zaragozano del Picarral, con una larga trayectoria en la formación de las categorías inferiores de la capital zaragozana, fue el club afiliado y base del Brea.

## Uniforme
- Uniforme titular: Camiseta azul celeste, pantalón blanco y medias celestes.
- Uniforme alternativo: Camiseta granate, pantalón azul oscuro y medias granates.
- Marca deportiva: Luanvi.

## Estadio
El Club Deportivo Brea juega sus partidos como local en el Municipal de Piedrabuena, cuyo terreno de juego es de césped natural. Puede acoger hasta 900 espectadores.
En los últimos años en el campo municipal se ha celebrado el denominado partido de las peñas del Real Zaragoza, el cual en alguna ocasión ha tenido el honor de ganar el Brea al equipo blanquillo, como en 2019, en el que acabaron 4-2 para los del Aranda.
Por otra, desde hace unos años los entrenamientos los realiza habitualmente en el Parque Deportivo de Ebro, en el barrio zaragozano de La Almozara.

## Organigrama deportivo

### Entrenadores
Últimos entrenadores
| - 2015-2017: Gori Silva. - 2017-2017: Diego Allueva. - 2017-2018: José Luis Loreto. |  | - 2018-2019: David Rincón. - 2019-2021: Raúl Jardiel. - 2021-2023: Dani Martínez. |  | - 2023-2024: Raúl Parada. - 2024-2025: Jorge Abad. - 2025-Presente: Por confirmar. |

## Datos del club
- Temporadas en Segunda División B / Segunda Federación: 3.
- Temporadas en Tercera División / Tercera Federación: 9.

## Palmarés

### Campeonatos nacionales
- Subcampeón de la Tercera División de España (1): 2020-21 (Grupo XVII).

### Campeonatos regionales
- Regional Preferente de Aragón (1): 2012-13 (Grupo II).
- Primera Regional de Aragón (1): 2001-02 (Grupo III).
- Subcampeón de la Regional Preferente de Aragón (2): 2006-07 (Grupo I) y 2015-16 (Grupo II).
- Subcampeón de la Primera Regional de Aragón (1): 1980-81 (Grupo I).
- Subcampeón de la Segunda Regional Preferente de Aragón (1): 1974-75.
- Subcampeón de la Copa RFEF (Fase Regional de Aragón) (2): 2020-21[11] y 2022-23.[12]
- Subcampeón de la Copa de Campeones de la Regional Preferente de Aragón (1): 2012-13.

### Trofeos amistosos
- Trofeo San Mateo (1): 2018.[13]